# Залцгитер
Залцгитер (њем. Salzgitter) град је у њемачкој савезној држави Доња Саксонија. Посједује регионалну шифру (AGS) 3102000.

## Географски и демографски подаци
Град се налази на надморској висини од 80–275 метара. Површина општине износи 223,9 km². У самом граду је, према процјени из 2010. године, живјело 104.423 становника. Просјечна густина становништва износи 466 становника/km².

## Међународна сарадња
| Мјесто      | Држава               | Врста сарадње | Од    |
| ----------- | -------------------- | ------------- | ----- |
| Стари Оскол | Русија               | партнерство   | 1987. |
| Темсдаун    | Уједињено Краљевство | партнерство   | 1967. |
| Свиндон     | Уједињено Краљевство | партнерство   | 2000. |
| Иматра      | Финска               | партнерство   | 2000. |
| Кретеј      | Француска            | партнерство   | 2000. |
| Извор       |                      |               |       |